# 赤松池
赤松池（あかまついけ）は岡山県玉野市田井の深山公園にあるため池である。

## 概要
赤松池は深山公園北入口から入ると最初に現れる池であり、コブハクチョウ・アヒル・ガチョウ・アイガモなどが飼育されている。また水鳥の飛来地となっており、ヒドリガモ・オナガガモ・コガモなどの渡り鳥が10月上旬に渡来し、3月下旬まで滞在する。
同じく深山公園にある中池とは水路で接続されている。玉野市は乾燥して降水量が少ない地域であるため、赤松池のほかにもたくさんのため池が存在する。

## 周辺
- 深山公園を参照